# Autoroute A500 (France)
La bretelle de Monaco ou A500 relie l’A8 à Monaco. Elle fait partie du réseau de la société des Autoroutes Esterel-Côte d'Azur (ESCOTA).
Radio Vinci Autoroutes (107.7FM) fonctionne sur l'A8 réseau ESCOTA. L'A500 fait partie sur le réseau ASF-ESCOTA de la zone EST. Jusqu'en 1996, elle s'appelait A800.
L’A500 est longue de deux kilomètres. Elle relie la sortie de La Turbie de l’A8 via un tunnel avec la « moyenne corniche » (route départementale D6007, autrefois N7) . Sa hauteur est limitée à 4,5 mètres.
Une fois passé le tunnel, elle offre de vastes panoramas sur la mer entre Nice et Monaco.

## Itinéraire
- 56 Monaco - centre (sortie de l'A8)  Échangeur entre A500 et A8 : Nice, Toulon, Marseille (demi-échangeur)
  -    Début de l’autoroute A500
- Péage de Monaco
  -   Limitation à 90 km/h et réduction à 2 voies (sens Monaco-A8)
- 57 Laghet : La Turbie (de et vers Monaco)
  -    Tunnel de Monaco (1600m)
- Èze - Village (RM 6007) : Nice, Èze (de et vers Monaco)
  -  Fin de l'autoroute A500 et continue sur la RM 6007 en direction de : Monaco, Cap d'Ail

## Lieux sensibles
- Pente de 8% sur 1 700 m

## Ouvrages d’art et sites remarquables
- Point d’Orgue.- Tunnel de Monaco-, Sculpteur : Jean-Yves Lechevallier
- Tunnel de Monaco